# عبد الله بن محمد بن عمران الطلحي
عبدالله بن محمد الطلحي التيمي أمير مكة المكرمة والمدينة المنورة في عهد هارون الرشيد وقاضي الحجاز.

## خبره
ذكره الزبير بن بكار وقال عبدالله بن محمد الطلحي أمير مكة المكرمة وقاضي مكة المكرمة والمدينة المنورة وغير ذلك من خبره وقال ولاه أمير المؤمنين قضاء المدينة المنورة ثم صرفه عن القضاء وولاة مكة ثم صرفة عن مكة ورده إلى المدينة المنورة ثم أصبح أميرًا على مكة في عهد هارون الرشيد. ذكر الأزرقي ولايته لمكة وهو أول من عمل الظلة للمؤذنين التي على سطح المسجد الحرام يؤذنون فيها يوم الجمعة والامام على المنبر عبدالله بن محمد الطلحي وبقيت تلك الظلة على حالها حتى عهد خلافة المتوكل على الله جعفر في سنه أربعين ومائتين فهدمت تلك ظله وعمرت وزيد فيها فهي قائمة إلى اليوم.

## وفاته
توفي في المدينة ودفن في البقيع.